# Monclova
Monclova is een stad in de Mexicaanse deelstaat Coahuila. De plaats heeft 231.107 inwoners (census 2015) en is de hoofdplaats van de gemeente Monclova.
Na meerdere mislukte pogingen een stad te stichten op de plaats waar nu Monclova ligt, werd de plaats definitief gesticht door Antonio Balcarcel Rivadeneira y Sotomayor in 1689. De plaats werd de hoofdstad van de provincie Nieuw-Extremadura. Na de onafhankelijkheid werd de hoofdstad verplaatst naar Saltillo en vervolgens voortdurend heen en weer geschoven. Na de onafhankelijkheid van Texas kwam de hoofdstad definitief in Salitillo te liggen.
De staalindustrie is de belangrijkste bron van inkomsten, en Monclova staat bekend als de 'staalhoofdstad' van Mexico.